# Канневиц (Паншвиц-Кукау)

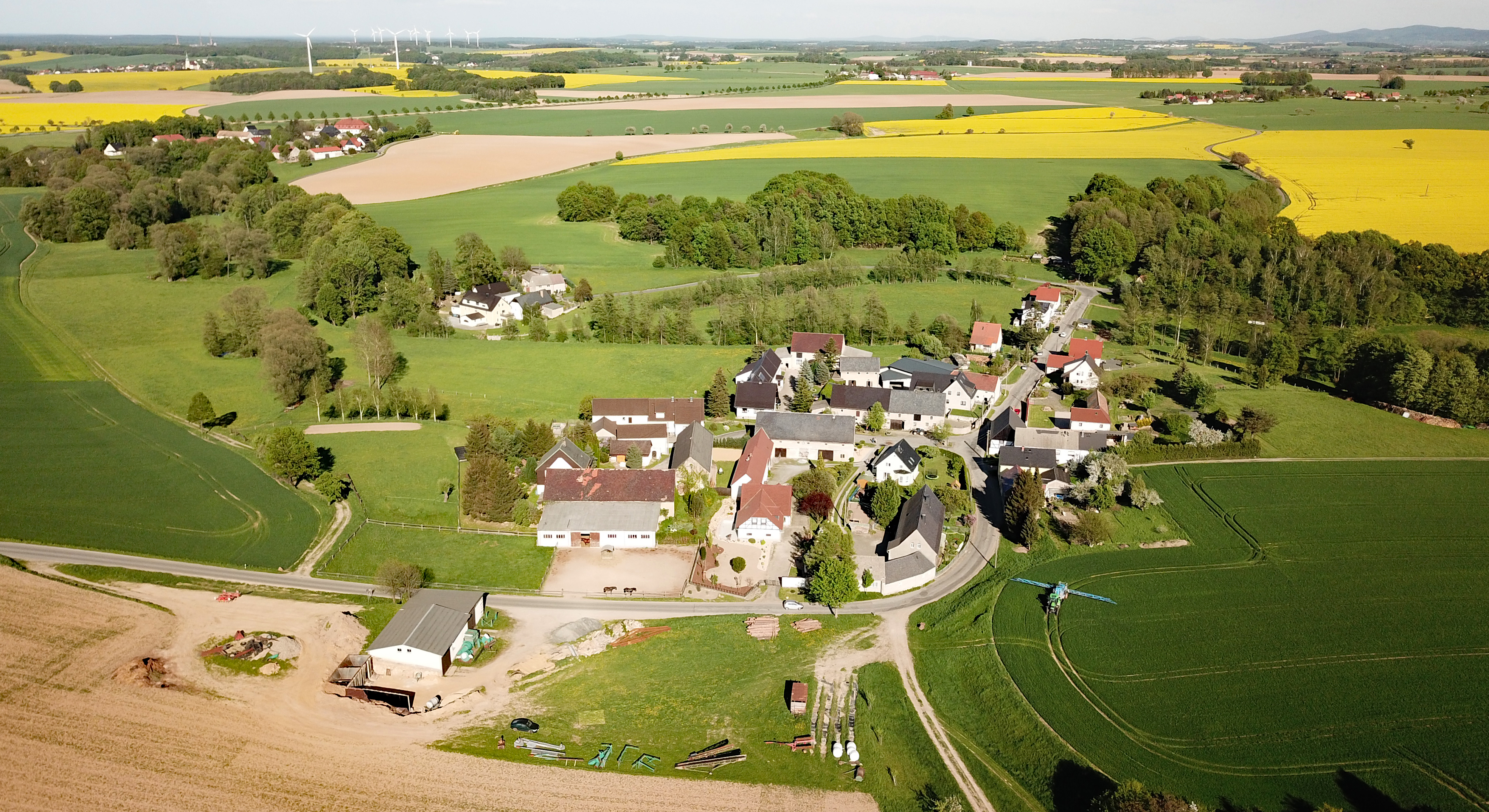

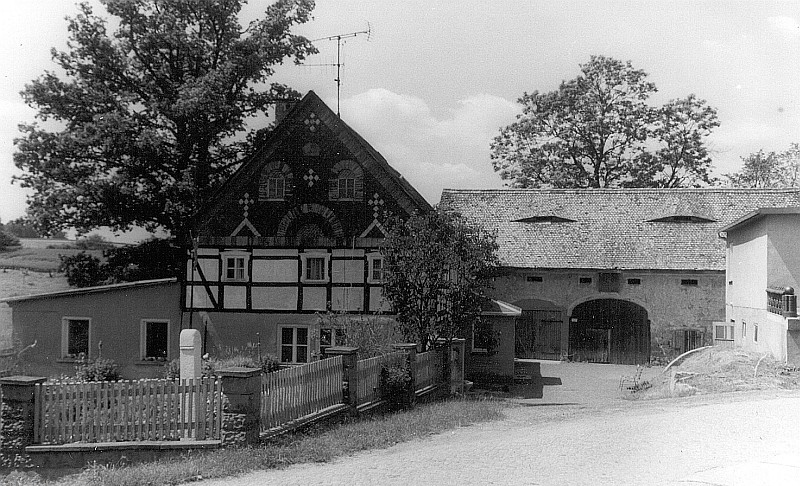
Мельница

Ка́нневиц или Ка́нецы (нем. Cannewitz; в.-луж. Kanecy) — деревня в Верхней Лужице, Германия. Входит в состав коммуны Паншвиц-Кукау района Баутцен в земле Саксония. Подчиняется административному округу Дрезден.

## География
Располагается на левом берегу реки Клостевассер примерно в 16 километрах северо-западнее Будишина и в двух километрах севернее от административного центра коммуны Паншвиц-Кукау.
Соседние населённые пункты: на севере — административный центр коммуны Паншвиц-Кукау, на северо-востоке — деревня Свинярня, на юго-востоке — деревня Нойхоф коммуны Буркау, на юге — деревня Нойштедтель и на юго-западе — деревня Вотров.

## История
Впервые упоминается в 1331 году под наименованием Canewicz. В средние века деревня принадлежала женскому монастырю Мариенштерн.
С 1974 по 1994 года входила в состав коммуны Остро. С 1994 года входит в современную коммуну Паншвиц-Кукау.
В настоящее время деревня входит в состав культурно-территориальной автономии «Лужицкая поселенческая область», на территории которой действуют законодательные акты земель Саксонии и Бранденбурга, содействующие сохранению лужицких языков и культуры лужичан.
Исторические немецкие наименования.
- Canewicz, 1331
- Canewicz, 1335
- Canewicz, 1374
- Kanewicz, 1469
- Kanitz, 1617
- Cannowitz, 1732
- Canitz, Cannewitz, Canwitz, 1791

## Население
Официальным языком в населённом пункте, помимо немецкого, является также верхнелужицкий язык.
Согласно статистическому сочинению «Dodawki k statisticy a etnografiji łužickich Serbow» Арношта Муки в 1884 году в деревне проживало 86 человек (из них — 86 серболужичан (100 %)).
Лужицкий демограф Арношт Черник в своём сочинении «Die Entwicklung der sorbischen Bevölkerung» указывает, что в 1956 году при общей численности в 109 человека серболужицкое население деревни составляло 77,1 % (из них верхнелужицким языком активно владело 57 взрослых и 27 несовершеннолетних).
| 1834 | 1871 | 1890 | 1910 | 1925 | 1939 | 1946 | 1950 | 1964 | 2005 | 2010 | 2015 | 2017 |
| ---- | ---- | ---- | ---- | ---- | ---- | ---- | ---- | ---- | ---- | ---- | ---- | ---- |
| 91   | 84   | 79   | 81   | 67   | 71   | 109  | 117  | 81   | 50   | 56   | 59   | 60   |

## Достопримечательности
Памятники культуры и истории земли Саксония
- Католическая часовня, 1870 год (№ 09227984).
- Каменное распятие, на дороге в сторону Паншвиц-Кукау, 1896 год (№ 09227996).
- Каменный дорожный указатель, 19 век (№ 09227994).
- Каменное распятие, Klosterwasser 10, 1851 год (№ 09227985).
- Каменное распятие, на берегу реки Клостервассер, 1851 год (№ 09227993).
- Каменный дорожный указатель, Klosterwasser 10, 19 век (№ 09227986).
- Жилой дом, Klosterwasser 27, 18 век (№ 09227990).